# زمان‌درمانی خواب
زمان‌درمانی خواب راهی برای تنظیم زمان‌بندی خواب در کسانی است که دچار سندرم زمان خواب مؤخر هستند. در این روش، فرد هر روز دیرتر بیدار می‌شود تا وقتی که زمان‌بندی خواب او به وضعیت مطلوب برسد.